# Eichenbühl (Weißenbrunn)
Eichenbühl ist ein Gemeindeteil von Weißenbrunn im Landkreis Kronach (Oberfranken, Bayern).

## Geographie
Das Dorf liegt am Westhang der Kugel (467 m ü. NHN), oberhalb der Zweinzen, einem linken Zufluss des Leßbachs. Der Ort ist durch große landwirtschaftliche Anwesen geprägt. Eine Gemeindeverbindungsstraße führt nach Hummendorf zur Kreisstraße KC 13 (1,2 km nördlich) bzw. nach Wildenberg (2,1 km südöstlich). Von der Gemeindeverbindungsstraße in Richtung Wildenberg zweigt am Ortsrand eine Gemeindeverbindungsstraße nach Tiefenklein ab (1,1 km südlich). Eine weitere Gemeindeverbindungsstraße führt an Unter- und Neutennig vorbei nach Reuth zur Kreisstraße KC 5 (1,5 km nordöstlich) bzw. nach Reinertshaus zur KC 13 (1,2 km nordwestlich).

## Geschichte
Die Erstnennung war 1344, als Hans II. von Redwitz Güter aus Eichenbühl an das Kloster Sonnefeld verkaufte. 1414 erwarb Michel von Schaumberg von Jorg von Kotzau einen Zehnten über das ganze Dorf „Eichenpühl“. Gemäß einer Beschreibung der Hauptmannschaft Cronach aus dem Jahr 1565 hatten in dem Dorf „Aichenpül“ der Bamberger Bischof ein Gut, Merttin Wolff von Redtwitz drei Güter und Clauß zu Schaumberg ein Gut.
1678 verkaufte Hans Wilhelm von Redwitz zu Redwitz zwei Höfe in Eichenbühl an Christian Karl von Giech, die 1716 Besitz der Reichsgräfin von Brockdorff zu Schney wurden. 1728 erwarb Johann Veit von Würtzburg in Eichenbühl unter anderem auch den Besitz von Gräfin Brockdorff.
Gegen Ende des 18. Jahrhunderts bildete Eichenbühl mit Ober- und Untertennig eine Realgemeinde bestehend aus 9 Anwesen. Das Hochgericht übte das bambergische Centamt Weismain aus, was jedoch vom bambergischen Centamt Kronach ebenfalls beansprucht wurde. Die Dorf- und Gemeindeherrschaft hatte das Rittergut Unterlangenstadt-Burkersdorf inne. Grundherren waren die Herrschaft Mitwitz der Freiherrn von Würtzburg (1 Ganzhof, 2 Halbhöfe), das Rittergut Ebneth der Freiherrn von Seckendorff (2 Halbhöfe), das Rittergut Unterlangenstadt-Burkersdorf der Freiherrn von Redwitz (1 Gut, 1 Gütlein), das Rittergut Strössendorf (1 halbe Tropfsölde) und der Lehenhof Bamberg (1 Gütlein).
Eichenbühl ging durch den Reichsdeputationshauptschluss im Jahr 1803 in den Besitz des Kurfürstentums Bayern über. Mit dem Ersten Gemeindeedikt wurde Eichenbühl dem 1808 gebildeten Steuerdistrikt Küps zugewiesen. Mit dem Zweiten Gemeindeedikt entstand 1818 die Ruralgemeinde Eichenbühl, zu der Buch, Neutennig, Obertennig und Untertennig gehörten. Sie war in Verwaltung und Gerichtsbarkeit dem Landgericht Kronach zugeordnet und in der Finanzverwaltung dem Rentamt Kronach (1919 in Finanzamt Kronach umbenannt). Wenig später wurde auf dem Gemeindegebiet die Einöde Lochhaus gegründet. Ab 1862 gehörte Eichenbühl zum Bezirksamt Kronach (1939 in Landkreis Kronach umbenannt). Die Gerichtsbarkeit blieb beim Landgericht Kronach (1879 in das Amtsgericht Kronach umgewandelt). Die Gemeinde hatte eine Fläche von 1,661 km².
Im Zuge der Gebietsreform in Bayern wurde die Gemeinde Eichenbühl am 1. Juli 1971 nach Weißenbrunn eingegliedert. 1974 wurde das Dorf Bezirkssieger im Bundeswettbewerb „Unser Dorf soll schöner werden“.

### Baudenkmäler
- Drei Wohnstallhäuser
- Ein Doppelwohnhaus

### Einwohnerentwicklung
Gemeinde Eichenbühl
| Jahr      | 1840   | 1852   | 1855   | 1861   | 1867   | 1871   | 1875   | 1880   | 1885   | 1890   | 1895   | 1900   | 1905   | 1910   | 1919   | 1925   | 1933   | 1939   | 1946   | 1950   | 1952   | 1961  | 1970   |
| Einwohner | 85     | 83     | 77     | 74     | 72     | 70     | 69     | 73     | 80     | 70     | 78     | 68     | 68     | 62     | 84     | 75     | 70     | 66     | 84     | 99     | 96     | 75    | 86     |
| Häuser    |        |        |        |        |        | 13     |        |        | 12     | 13     |        | 12     |        |        |        | 12     |        |        |        | 12     |        | 16    |        |
| Quelle    | [ 10 ] | [ 10 ] | [ 10 ] | [ 11 ] | [ 12 ] | [ 13 ] | [ 14 ] | [ 15 ] | [ 16 ] | [ 17 ] | [ 10 ] | [ 18 ] | [ 10 ] | [ 19 ] | [ 10 ] | [ 20 ] | [ 10 ] | [ 10 ] | [ 10 ] | [ 21 ] | [ 10 ] | [ 7 ] | [ 22 ] |

Ort Eichenbühl
| Jahr      | 001818 | 001861 | 001871 | 001885 | 001900 | 001925 | 001950 | 001961 | 001970 | 001987 |
| Einwohner | 43     | 45     | 42     | 49     | 47     | 51     | 78     | 56     | 62     | 94     |
| Häuser    | 7      |        |        | 7      | 8      | 8      | 8      | 12     |        | 29     |
| Quelle    | [ 6 ]  | [ 11 ] | [ 13 ] | [ 16 ] | [ 18 ] | [ 20 ] | [ 21 ] | [ 7 ]  | [ 22 ] | [ 1 ]  |

## Religion
Eichenbühl ist evangelisch-lutherisch geprägt und nach Weißenbrunn gepfarrt. Die Schüler gingen in die evangelische Bekenntnisschule in Hummendorf. Seit Ende des 19. Jahrhunderts gibt es eine katholische Minderheit. Sie war nach Theisenort gepfarrt.